# ستي@هوم
ستي@هوم (SETI@home) هو مشروع عام للحوسبة التطوعية تعمل عبر الإنترنت. المشروع يستعمل منصة البرمجيات المعروفة ببنية باركلي التحتية المفتوحة للحوسبة شبكية (Berkeley Open Infrastructure for Network Computing (BOINC)) التي تستضيفها مخابر سبايس ساينسز بجامعة كاليفورنيا، بركلي (الولايات المتحدة). ستي يعنى بالبحث عن عوالم ذكية أخرى خارج كوكب الأرض (SETI = Search for Extra-Terrestrial Intelligence). البحث يجري من خلال معالجة إشارات راديو قد تكون مرسلة من عوالم فضائية.
تم إصدار ستي@هوم للعموم في 17 مايو 1999 ليكون ثاني قاعدة للحوسبة الموزعة عبر إنترنت لأغراض علمية. وهو ثالث مشروع حاسوبي لدراسة الظواهر الفلكية كهدف رئيسي إلى جانب Milkyway@home و Einstein@home.